# Чемпіонат націй КОНКАКАФ 1967
Чемпіонат націй КОНКАКАФ 1967 (ісп. Campeonato de Naciones de CONCACAF 1967) — 3-й розіграш чемпіонату націй КОНКАКАФ, організованого КОНКАКАФ, відбувся з 5 по 19 березня 1967 року в Тегусігальпі, Гондурас. У фінальній частині турніру брали участь 6 збірних, вони в одноколовому турнірі визначили чемпіона та призерів. Турнір вперше виграла збірна Гватемали.

## Кваліфікація
Збірна Мексики була кваліфікована на турнір як чинний чемпіон, а збірна Гондурасу — як господар. Інші 10 учасників, що подали заявки, розігрували ще 4 місця у фінальному турнірі.

## Стадіон
| Тегусігальпа             |
| ------------------------ |
| «Тібурсіо Каріас Андіно» |
| Місткість: 35,000        |
|                          |

## Таблиця
| М | Збірна            | О | І | В | Н | П | ГЗ | ГП | РГ |
| - | ----------------- | - | - | - | - | - | -- | -- | -- |
| 1 | Гватемала         | 9 | 5 | 4 | 1 | 0 | 7  | 1  | 6  |
| 2 | Мексика           | 8 | 5 | 4 | 0 | 1 | 10 | 1  | 9  |
| 3 | Гондурас          | 6 | 5 | 2 | 2 | 1 | 4  | 2  | 2  |
| 4 | Тринідад і Тобаго | 4 | 5 | 2 | 0 | 3 | 6  | 10 | -4 |
| 5 | Гаїті             | 2 | 5 | 1 | 0 | 4 | 5  | 9  | -4 |
| 6 | Нікарагуа         | 1 | 5 | 0 | 1 | 4 | 3  | 12 | -9 |

## Матчі
| 5 березня 1967 |

| Гондурас | 1–0 | Тринідад і Тобаго |
| -------- | --- | ----------------- |
|          |     |                   |

| «Тібурсіо Каріас Андіно», Тегусігальпа |

| 6 березня 1967 |

| Гватемала                 | 2–1 | Гаїті |
| ------------------------- | --- | ----- |
| Уго Пенья Мануель Ресінос |     |       |

| «Тібурсіо Каріас Андіно», Тегусігальпа |

| 6 березня 1967 |

| Мексика                                          | 4–0 | Нікарагуа |
| ------------------------------------------------ | --- | --------- |
| Рауль Арельяно Гальйо 36', 53', 85' Лапуенте 43' |     |           |

| «Тібурсіо Каріас Андіно», Тегусігальпа Арбітр: Carlos Pontaza (Guatemala) |

| 8 березня 1967 |

| Тринідад і Тобаго                     | 3–2      | Гаїті                            |
| ------------------------------------- | -------- | -------------------------------- |
| Елвін Корнеаль 17' 52' Геррі Браун 4' | Протокол | Гі Сан-Віль 33' (пен.) П'єрр 56' |

| «Тібурсіо Каріас Андіно», Тегусігальпа |

| 8 березня 1967 |

| Гондурас | 1–1 | Нікарагуа |
| -------- | --- | --------- |
|          |     |           |

| «Тібурсіо Каріас Андіно», Тегусігальпа |

| 10 березня 1967 |

| Гаїті | 2–1 | Нікарагуа |
| ----- | --- | --------- |
|       |     |           |

| «Тібурсіо Каріас Андіно», Тегусігальпа |

| 10 березня 1967 |

| Гватемала           | 1–0 | Мексика |
| ------------------- | --- | ------- |
| Мануель Ресінос 83' |     |         |

| «Тібурсіо Каріас Андіно», Тегусігальпа Арбітр: Вальтер ван Росберг (НАО) |

| 12 березня 1967 |

| Мексика                                                             | 4–0 | Тринідад і Тобаго |
| ------------------------------------------------------------------- | --- | ----------------- |
| Луїс Естрада 22', 63' Мануель Серда Канелья 40' Фернандо Бустос 83' |     |                   |

| «Тібурсіо Каріас Андіно», Тегусігальпа Глядачів: 17,813 Арбітр: Карлос Понтаса (Гватемала) |

| 12 березня 1967 |

| Гватемала | 0–0 | Гондурас |
| --------- | --- | -------- |
|           |     |          |

| «Тібурсіо Каріас Андіно», Тегусігальпа |

| 14 березня 1967 |

| Гватемала                     | 2–0      | Тринідад і Тобаго |
| ----------------------------- | -------- | ----------------- |
| Мануель Ресінос Гвайо де Леон | Протокол |                   |

| «Тібурсіо Каріас Андіно», Тегусігальпа |

| 14 березня 1967 |

| Мексика          | 1–0 | Гаїті |
| ---------------- | --- | ----- |
| Луїс Естрада 39' |     |       |

| «Тібурсіо Каріас Андіно», Тегусігальпа Арбітр: Хуан Дімас (Гондурас) |

| 17 березня 1967 |

| Тринідад і Тобаго                      | 3–1      | Нікарагуа      |
| -------------------------------------- | -------- | -------------- |
| Геррі Браун 30' Келвін Берасса 40' 41' | Протокол | Мануель Квадра |

| «Тібурсіо Каріас Андіно», Тегусігальпа Арбітр: Хосе І. Моран |

| 17 березня 1967 |

| Гондурас    | 2–0      | Гаїті |
| ----------- | -------- | ----- |
| Енріке Грей | Протокол |       |

| «Тібурсіо Каріас Андіно», Тегусігальпа Арбітр: Вальтер ван Росберг (НАО) |

| 19 березня 1967 |

| Гватемала                         | 2–0 | Нікарагуа |
| --------------------------------- | --- | --------- |
| Уго Пенья 30' Мануель Ресінос 33' |     |           |

| «Тібурсіо Каріас Андіно», Тегусігальпа |

| 19 березня 1967 |

| Мексика         | 1–0 | Гондурас |
| --------------- | --- | -------- |
| Хесус Прадо 34' |     |          |

| «Тібурсіо Каріас Андіно», Тегусігальпа Арбітр: Генрі Ландауер (США) |

| Чемпіон націй КОНКАКАФ 1967 |
| --------------------------- |
| Гватемала 1-й титул         |

## Найкращі бомбардири
4 голи
- Мануель Ресінос